# Arif Məlikov

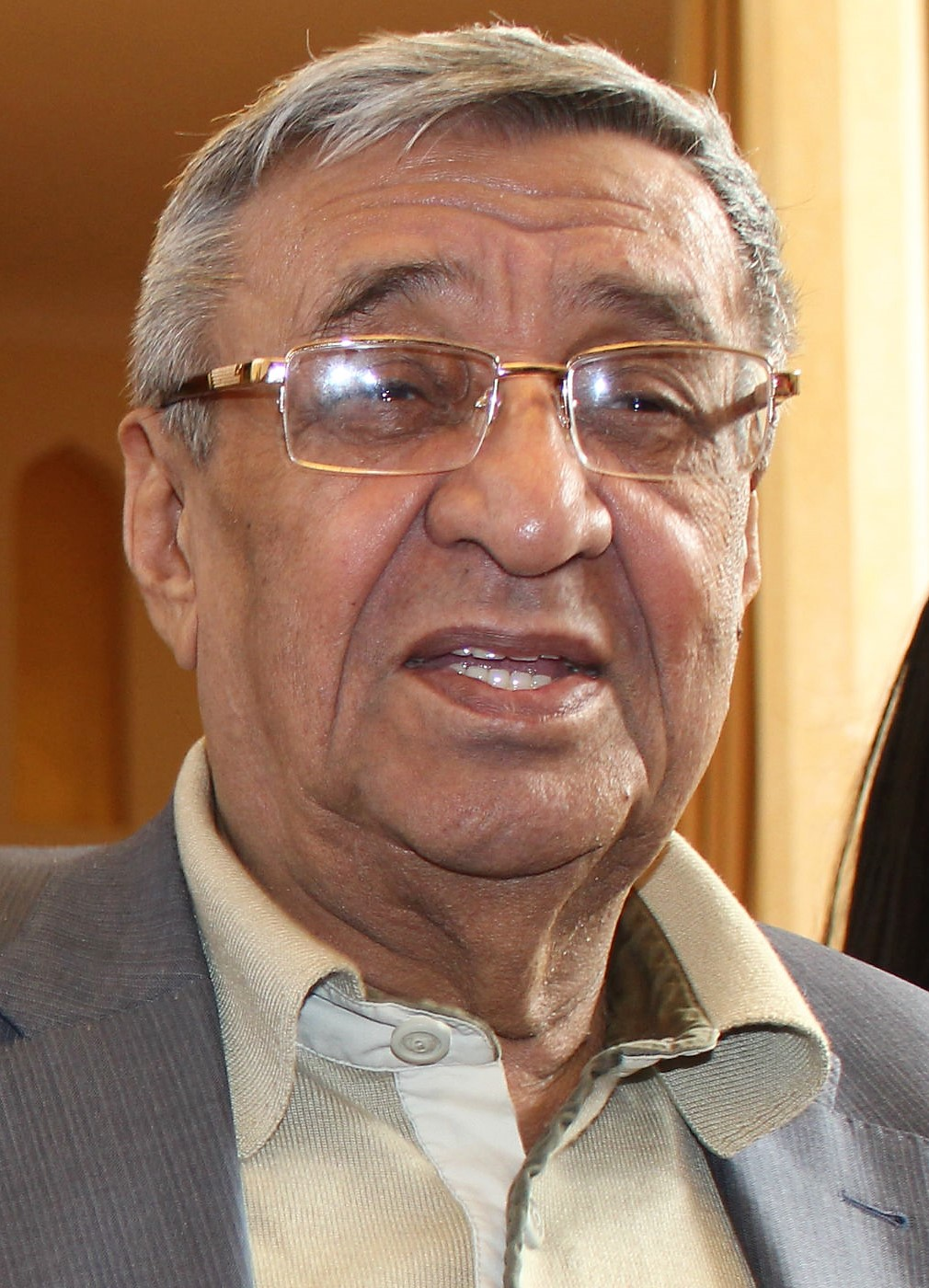
Arif Məlikov, 2015

Arif Cahangir oğlu Məlikov (russisch Ариф Джангирович Меликов Arif Dschangirowitsch Melikow; * 13. September 1933 in Baku, Aserbaidschanische SSR, Sowjetunion; † 9. Mai 2019 in Baku, Aserbaidschan) war ein sowjetischer und aserbaidschanischer Komponist.
Məlikov studierte von 1953 bis 1958 am Konservatorium Baku bei Qara Qarayev. Seit 1958 lehrte er selbst an dieser Institution, ab 1971 mit einer Assistenzprofessur und seit 1979 als Professor. Die frühere Sowjetunion verlieh ihm 1986 den Titel „Volkskünstler der UdSSR“. An der Bilkent-Universität in Ankara wurde ein Konzertsaal nach ihm benannt.
Məlikovs Werk fußt auf aserbaidschanischer Volksmusik, die er mit zeitgenössischen Kompositionsmitteln und tradierten Formen verband. Großen Erfolg erzielte er mit dem 1961 in Leningrad uraufgeführten Ballett Legenda o Ljubi (Legende von der Liebe). Ein Schwerpunkt seines Schaffens galt Orchesterwerken (neben weiteren Ballettmusiken entstanden ab 1958 u. a. 8 Sinfonien). Außerdem schrieb er zahlreiche Filmmusiken.